# 悪の枢軸コメディツアー
悪の枢軸コメディツアー(あくのすうじくコメディツアー、英: Axis of Evil Comedy Tour)とは中東出身の男性4人組によるコメディアン・グループ。2005年11月、パレスチナ系米国人のアロン・ケイダー (Aron Kader) が筆頭となって結成した。
「悪の枢軸」は、アメリカ合衆国のブッシュ大統領が2002年の一般教書演説でイラン、イラク、朝鮮民主主義人民共和国を指して呼んだ言葉。グループは米国人が中東に抱く固定観念を逆手に取り、戦争やテロ、自爆犯などをネタに笑いを取る。笑いを通して、アメリカでのアラブ系の悪いイメージを覆したいとの思いから、アメリカ各地で活動していた。メディア各社から取材を受けその活動を評価されていたが、2011年に解散した。

## メンバー
| 出身国     | 氏名                                   | 系統               |
| ---------- | -------------------------------------- | ------------------ |
| エジプト   | アハメド・アハメド (Ahmed Ahmed)[:en]  | エジプト系米国人   |
| イラン     | マズ・ジョブラニ (Maz Jobrani) [:en]   | イラン系米国人     |
| パレスチナ | アロン・ケイダー (Aron Kader)[:en]     | パレスチナ系米国人 |
| パレスチナ | ディーン・オベイダラ (Dean Obeidallah) | パレスチナ系米国人 |

### ゲストメンバー
| 出身国   | 氏名                                | 系統             |
| -------- | ----------------------------------- | ---------------- |
| 大韓民国 | ウォン・ホー・チュン (Won Ho Chung) | 韓国系ヨルダン人 |
| キューバ | カルロス・レオン(Carlos Leon)       | キューバ系米国人 |
| レバノン | ニック・ユセフ(Nick Youssef)        | レバノン系米国人 |
| シリア   | ヘレン・マーリク(Helen Maalik)      | シリア系米国人   |

## メディア評価
- 2007年3月、米タイムが 『カルチャー・コンプレックスに対するスタンドアップ外交』と題して取材記事を掲載。「スタンドアップはユーモアを武器にした戦争なのである」と同グループを評価[1]。
- 2007年6月、米CNNが『“悪の枢軸”が笑いをとる』と題して記事を掲載。動画サービスのYouTubeで20万PVを記録し、同年3月の放送の『コメディ・セントラル』で1時間の特別番組枠を確保するに至ったと評価[2]。

- 2008年2月、シリアの『FORWARD』がタイム同様『スタンドアップ外交！』と題して記事を掲載。グループのツアーは大成功で、3つの三大アラブネットワークから同グループが出演した『アラブアメリカ・コメディ・フェスティバル』の一部について放送権の引き合いがあった」と評価[3]。